# Bram Peper

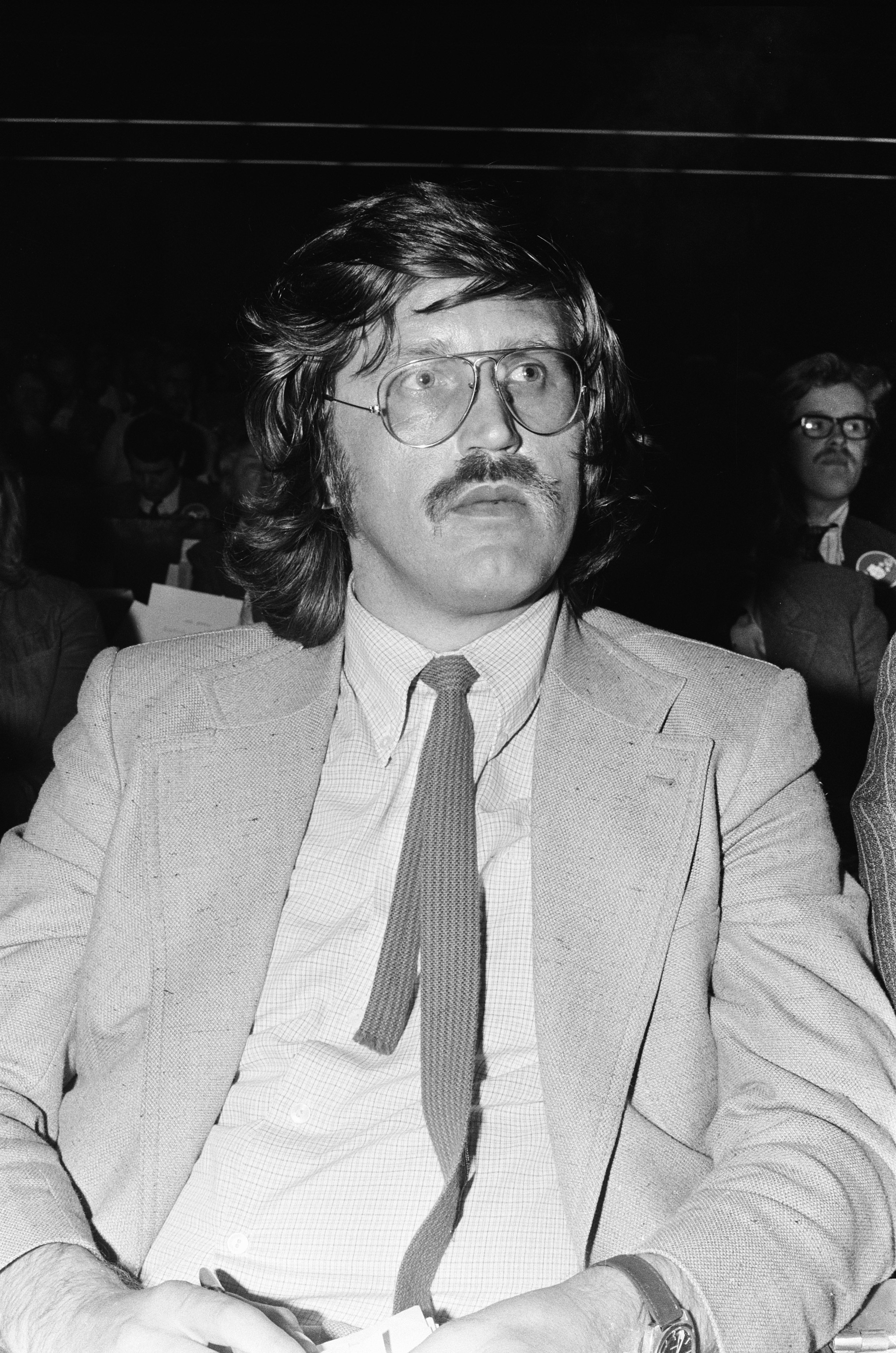
Bram Peper (1975)

Abraham (Bram) Peper (* 13. Februar 1940 in Haarlem; † 20. August 2022 in Rotterdam) war ein niederländischer Soziologe und Politiker der Partij van de Arbeid (PvdA).
Als Politiker war er von 1982 bis 1998 Bürgermeister von Rotterdam und von 1998 bis 2000 Innenminister im Kabinett Kok II. Weiter war er Hochschullehrer an der Erasmus-Universität Rotterdam und der Wirtschaftsuniversität Nyenrode.
Er war u. a. verheiratet mit EU-Kommissarin und VVD-Parteimitglied Neelie Kroes.